# Parc national de Karijini
Le parc national de Karijini (en anglais : Karijini National Park) est un parc national australien situé dans les monts Hamersley, dans le nord-ouest de l'Australie-Occidentale, à 1 050 km au nord de Perth, la capitale de l'État. Avec ses 6 274 km2, il est le deuxième plus grand parc d'Australie-Occidentale après le parc national de Karlamilyi.
Couvrant les terres d'origine de trois tribus aborigènes — Banyjima, Kurrama et Innawonga — et connu pour ses paysages pittoresques dans une région vieille de 2 500 millions d'années, avec ses cascades, gorges et gouffres surtout dans le nord du parc, son nom est d'origine locale. De son établissement en 1969 jusqu'à un changement de nom en 1991, il est officiellement appelé parc national de Hamersley (Hamersley National Park).

## Géographie

### Faune et flore
Le parc abrite une faune variée : kangourous, wallaroos, échidnés, geckos, goannas, chauve-souris, oiseaux et serpents. On y trouve de nombreuses variétés de fleurs apparaissant en été après les orages ; en hiver dominent les couleurs jaunes des mimosas et des canneliers auxquelles s'ajoutent les cynoglosses bleues et les mumma-mulla violettes.

### Accès
La piste d'aviation la plus proche est celle de l'aéroport de Paraburdoo, situé à environ 70 km au sud de Tom Price. La compagnie aérienne QantasLink dessert la destination depuis Perth. Le parc national est traversé d'ouest en est par la Karijini Drive, route qui permet de rejoindre la Great Northern Highway.

## Climat
Il bénéficie d'un climat tropical semi-désertique, avec en été des températures élevées, dépassant les 40 °C, et des précipitations orageuses ou cycloniques, en hiver un temps chaud et ensoleillé avec des nuits fraîches (possibilité de gel).

## Galerie

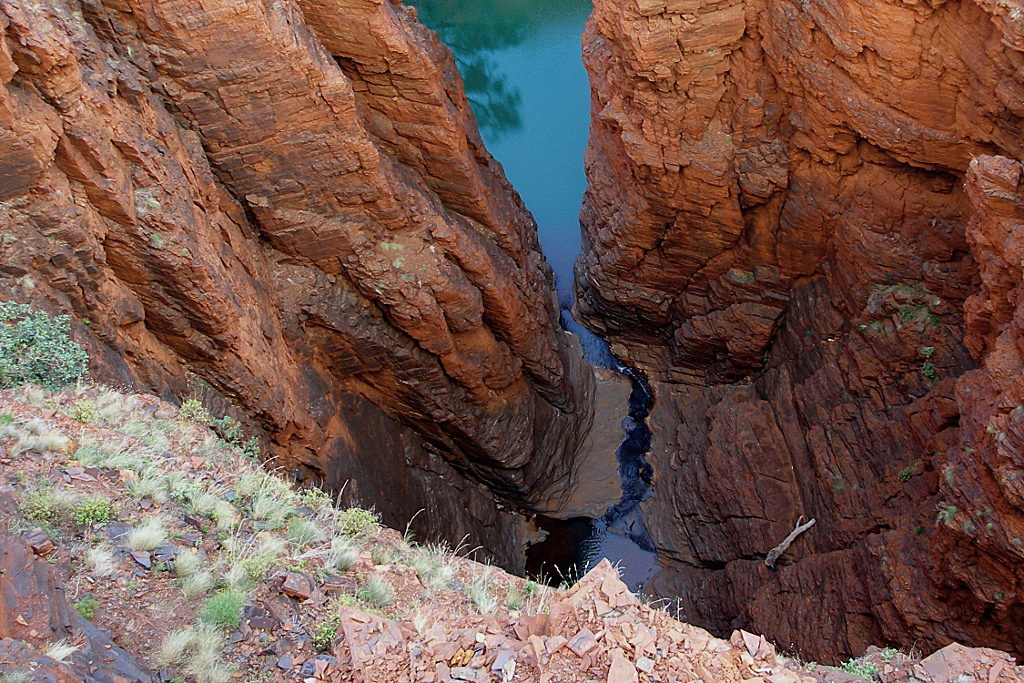
Oxer Lookout.
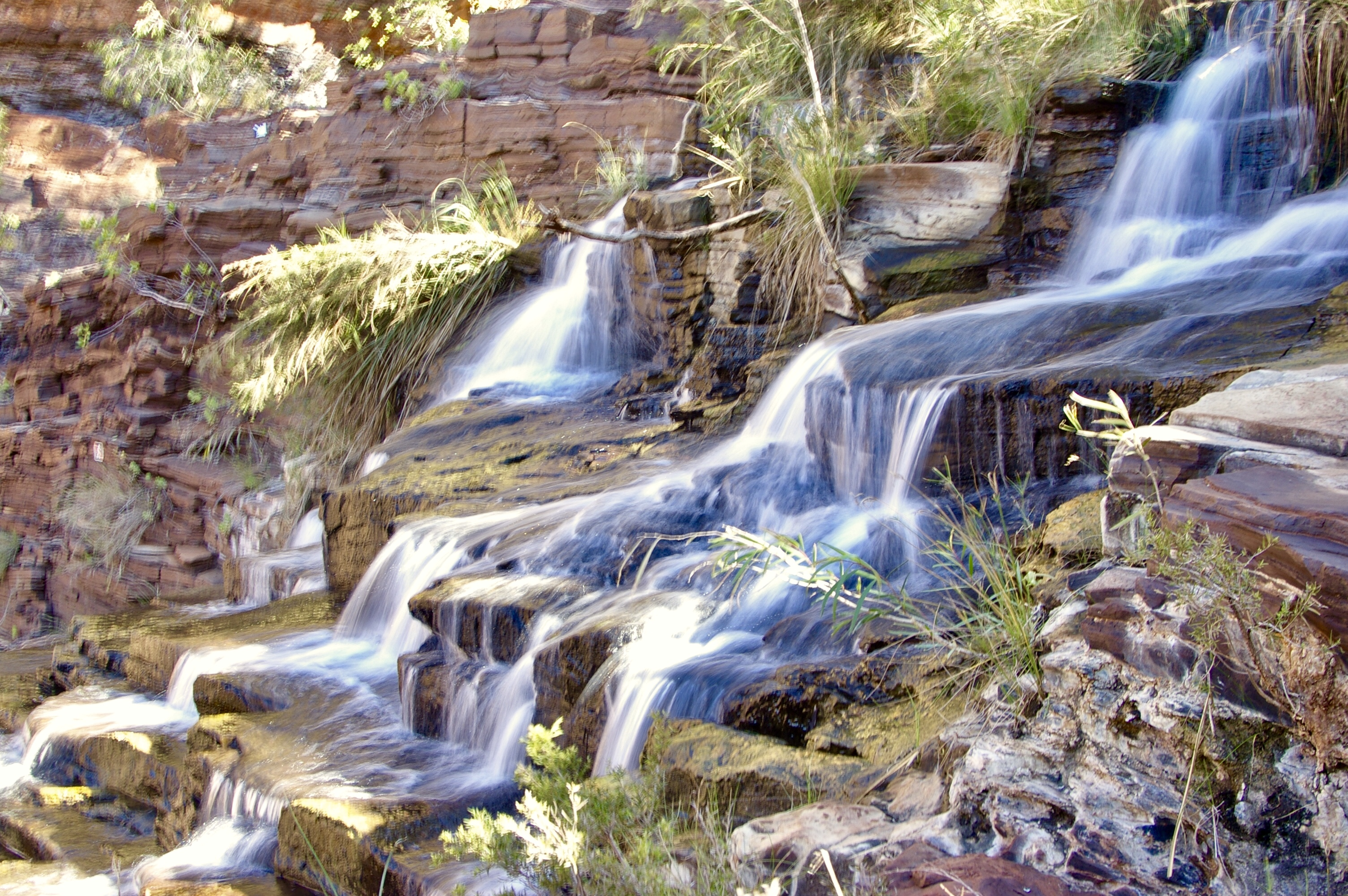
Cascades.
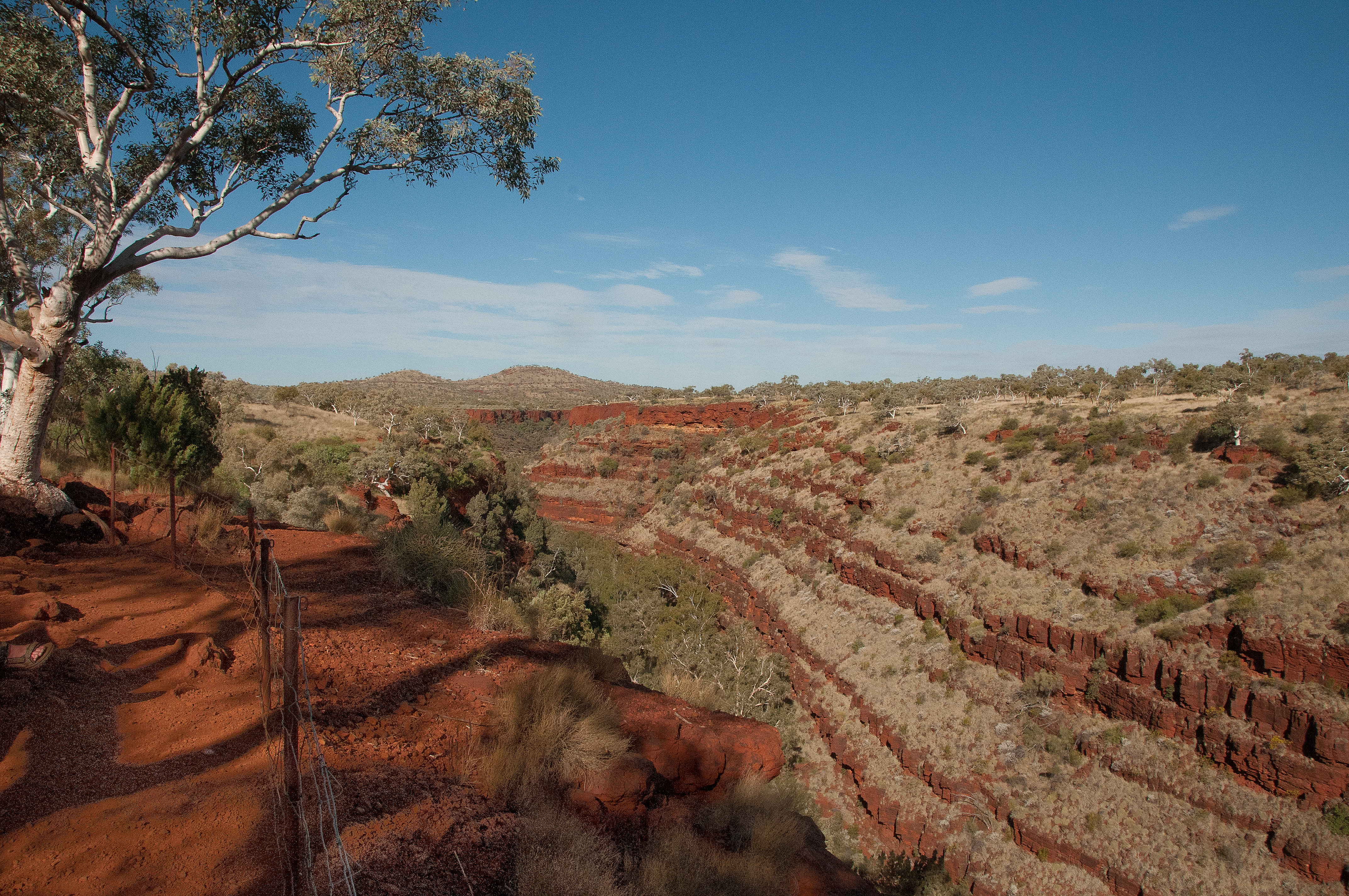
Gorge Dales.
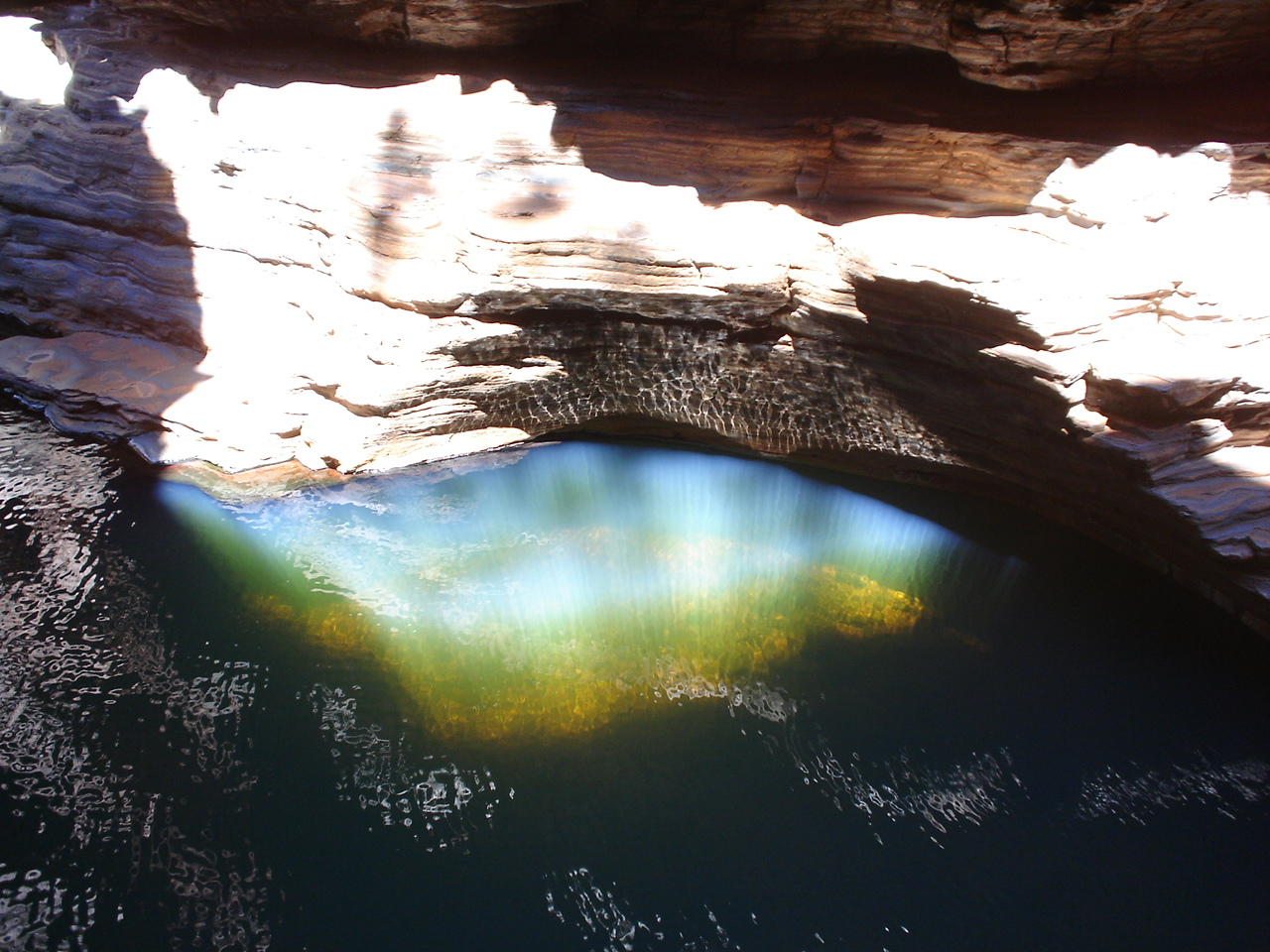
Kermit's Pool.